# Dean Cain
Dean Cain, właśc. Dean George Tanaka (ur. 31 lipca 1966 w Mount Clemens) – amerykański aktor, producent, scenarzysta i reżyser telewizyjny i filmowy.

## Życiorys

### Wczesne lata
Urodził się w Mount Clemens w stanie Michigan jako syn amerykańskiej aktorki Sharon Sarah Thomas. Jego biologiczny ojciec Roger Tanaka z pochodzenia Japończyk, był wojskowym mechanikiem United States Army. Jego rodzina była wielonarodowego pochodzenia - walijskiego, japońskiego, francusko-kanadyjskiego i irlandzkiego. Jego rodzice rozwiedli się zanim przyszedł na świat. Kiedy miał trzy lata jego matka wyszła za mąż za reżysera Christophera Caina. Wychowywał się w Malibu w stanie Kalifornia ze starszym bratem Rogerem (ur. 16 sierpnia 1964) i młodszą siostrą Krisindą (ur. 21 czerwca 1973).
W roku 1984 ukończył Santa Monica High School w Santa Monica, gdzie skupił swoją uwagę na grze w piłkę nożną. Do tejże szkoły średniej uczęszczali także bracia: Rob i Chad Lowe, Sean i Chris Penn oraz Charlie Sheen i Emilio Estevez. W 1988 ukończył studia na wydziale historii Uniwersytetu Princeton w stanie New Jersey, gdzie pisał pracę magisterską z historii filmu. Grał z wielkim powodzeniem w futbol amerykański. Wkrótce podpisał kontrakt z drużyną Buffalo Bills, lecz kontuzja kolana zakończyła szybko profesjonalną karierę 22-latka.

### Kariera
Debiutował w kinowych filmach swojego przybranego ojca: Elmer (1976), Charlie and the Talking Buzzard (1979) i Chłopiec z marmuru (The Stone Boy, 1984).
Lepiej wiodło mu się jednak na szklanym ekranie. Powrócił do aktorstwa w miniserialu ABC Christine Cromwell (1989-90) z Jaclyn Smith. W serialu ABC Dzień za dniem (Life Goes On, 1990) pojawił się jako Kimo. W operze mydlanej ABC Beverly Hills, 90210 (1992) wystąpił w roli studenta Ricka zakochanego w Brendzie (Shannen Doherty).

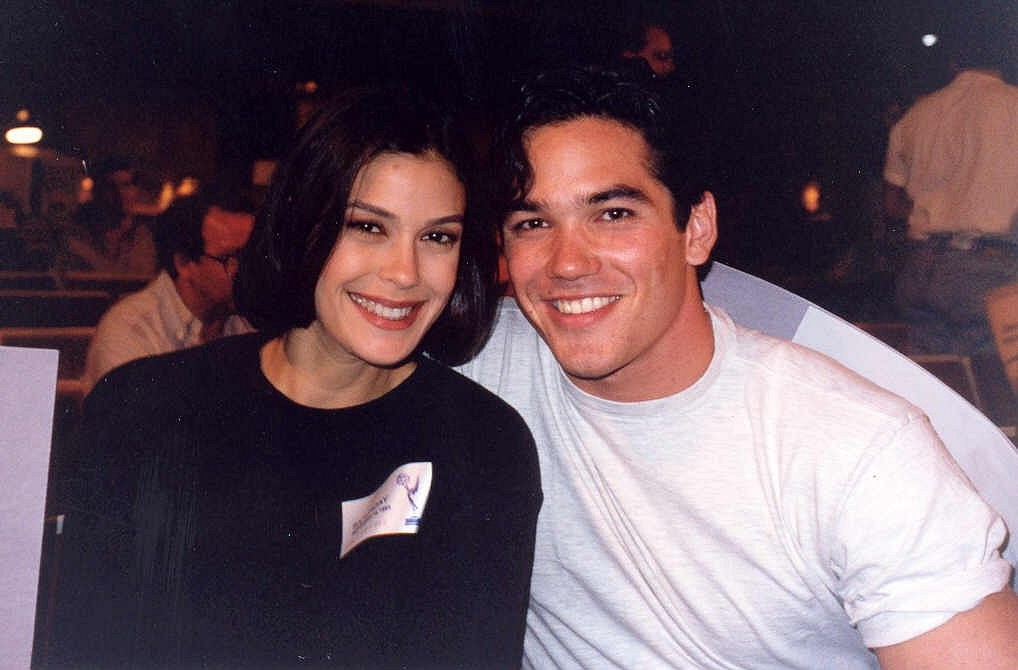
Z Teri Hatcher, która towarzyszyła mu na planie serialu Lois i Clark: Nowe przygody Supermana

Powrócił do aktorstwa i wystąpił w takich filmach, jak: Drużba (Best Men, 1997), Podniebna fantazja (Flight of Fancy, 2000), komedii romantycznej Liga złamanych serc (The Broken Hearts Club: A Romantic Comedy, 2000), której premiera miała miejsce na Festiwalu Filmowym Sundance w 2000 roku, a także filmie akcji W pułapce ognia (Firetrap, 2001), komedii Wyścig szczurów (Rat Race, 2001) oraz thrillerze Wyścig z czasem (Out of Time, 2003) u boku Denzela Washingtona.
Zdobył międzynarodowy rozgłos rolą telewizyjną superbohatera Clarka Kenta/Supermana, mieszkańca planety Krypton, który przybywa na ziemię i pomaga ludziom w serialu ABC Nowe przygody Supermana (Lois & Clark: The New Adventures of Superman, 1993-97).
Zainteresowany produkcją programów, napisał i zrealizował scenariusz dla kanału HBO. Założył firmę Angry Dragon Entertainment, która wyprodukowała serial Ripley's Believe It or Not (1999).
W 2011 jako współtwórca-scenarzysta muzycznego westernu Sielska kraina 2: Dar aniołów (Pure Country 2: The Gift, 2010) otrzymał Gold Award podczas WorldFest Houston 2011.

## Życie prywatne
Podczas studiów przez dwa lata spotykał się z Brooke Shields (1983-86). Był w nieformalnym związku z Ami Dolenz (1991-92) i piosenkarką Mindy McCready (od stycznia 1997 do sierpnia 1998). Po romansie z aktorką Pamelą Anderson (przez 7 miesięcy) i siatkarką Gabrielle Reece, w 1998 roku związał się z hiszpańską modelką i aktorką Samanthą Torres, z którą ma syna Christophera Deana Caina (ur. 11 czerwca 2000). Jednak w 1999 roku doszło do separacji.
Cain w wyborach prezydenckich w 2012 poparł kandydata na republikanów Ricka Perry’ego. W 2016 poparł Donalda Trumpa. Poparł ponownie Trumpa w wyborach w 2020.
19 czerwca 2018 Cain został zaprzysiężony jako oficer policji rezerwowej dla Departamentu Policji St. Anthony w St. Anthony w Idaho.
W 2018 Cain został wybrany do Rady Dyrektorów National Rifle Association of America.

## Filmografia (obsada aktorska)
| 1976 | Elmer                                                                            | Dean Russell                                |
| 1979 | Charlie and the Talking Buzzard                                                  | Joe                                         |
| 1984 | Chłopiec z marmuru (The Stone Boy)                                               | Eugene Hillerman                            |
| 1990 | Write to Kill                                                                    | parkingowy samochodów                       |
| 1990 | Peryskop w górę (Going under)                                                    | facet w barze                               |
| 1992 | Plaża cudów (Miracle Beach)                                                      | Gracz w siatkówkę                           |
| 1997 | Eating Las Vegas (film krótkometrażowy)                                          | Frank                                       |
| 1997 | Drużba (Best Men)                                                                | sierżant Buzz Thomas                        |
| 1998 | Sport przyszłości (Futuresport, TV)                                              | Tremaine „Tre” Ramzey                       |
| 1998 | Tropiciele (Dogboys, TV)                                                         | Julian Taylor                               |
| 2000 | Liga złamanych serc (The Broken Hearts Club: A Romantic Comedy)                  | Cole                                        |
| 2000 | Bez alibi (No Alibi)                                                             | Bob Valenz                                  |
| 2000 | Podniebna fantazja (Flight of Fancy)                                             | Clay Bennett                                |
| 2000 | Milicja (Militia)                                                                | agent Ethan Carter                          |
| 2000 | W imię zasad (For the Cause)                                                     | generał Murran                              |
| 2000 | Przemilczane krzywdy (The Runaway, TV)                                           | szeryf Frank Richards                       |
| 2001 | W pułapce ognia (Firetrap)                                                       | Jack/Max Hooper (także producent)           |
| 2001 | Wyścig szczurów (Rat Race)                                                       | Shawn                                       |
| 2001 | Etap IV (Phase IV)                                                               | Simon Tate                                  |
| 2001 | A Christmas Adventure From a Book Called Wisely's Tales                          | Donner (głos)                               |
| 2002 | Świąteczna gorączka (Christmas Rush, TV)                                         | porucznik Cornelius Morgan                  |
| 2002 | Żar (The Glow, TV)                                                               | Matt Lawrence                               |
| 2002 | Groza w górach (Gentle Ben, TV)                                                  | Jack Wedloe                                 |
| 2002 | New Alcatraz                                                                     | dr Robert Trenton                           |
| 2002 | Mroczna otchłań (Dark Descent)                                                   | Will Murdack                                |
| 2003 | Łowca smoków (Dragon Fighter)                                                    | kpt. David Carver (także producent)         |
| 2003 | Breakaway                                                                        | Morgan                                      |
| 2003 | Wyścig z czasem (Out of Time)                                                    | Chris Harrison                              |
| 2003 | Grandpa's Place (film krótkometrażowy)                                           | występ specjalny                            |
| 2003 | Czarne złoto (Gentle Ben 2: Danger on the Mountain)                              | Jack Wedloe                                 |
| 2004 | Mąż doskonały (The Perfect Husband: The Laci Peterson Story, TV)                 | Scott Peterson                              |
| 2004 | Strefa śmierci (P.I.: Post Impact)                                               | sierżant/kapitan Tom Parker                 |
| 2004 | Zagubiony (Lost)                                                                 | Jeremy Stanton                              |
| 2004 | I tak, i nie (I Do (But I Don't)), TV)                                           | Nick Corona                                 |
| 2005 | Pozostawiony (Lost)                                                              | Jeremy Stanton                              |
| 2005 | 10.5 w skali Richtera (10.5: Apocalypse, TV)                                     | Brad                                        |
| 2005 | Miliony Baileya (Bailey's Billion$)                                              | Theodore Maxwell                            |
| 2005 | Prawda (Truth)                                                                   | Peter                                       |
| 2005 | Mayday                                                                           | komandor James Slan                         |
| 2005 | Wrinkles                                                                         |                                             |
| 2006 | Zombie (Dead & Deader, TV)                                                       | porucznik Bob „Bobby” Quinn                 |
| 2006 | Max Havoc: W kręgu ognia (Max Havoc: Ring of Fire)                               | Roger Tarso                                 |
| 2006 | Wrześniowy świt (September Dawn)                                                 | Joseph Smith                                |
| 2007 | Urban Decay                                                                      | Stan                                        |
| 2007 | Dramatyczny lot (Final Approach)                                                 | Jack Bender                                 |
| 2008 | As od serca (Ace of Hearts)                                                      | Daniel Harding                              |
| 2008 | Za 5 dolarów (Five Dollars a Day)                                                | Rick Carlson                                |
| 2009 | Aussie i Ted (Aussie and Ted's Great Adventure)                                  | Michael Brooks                              |
| 2009 | Hazardzista, dziewczyna i zabójca (The Gambler, the Girl and the Gunslinger, TV) | Shea McCall                                 |
| 2009 | Maneater                                                                         | Harry                                       |
| 2009 | Pies, który uratował święta (The Dog Who Saved Christmas, TV)                    | Ted Stein                                   |
| 2010 | Pies, który uratował ferie (The Dog Who Saved Christmas Vacation, TV)            | Ted Stein                                   |
| 2010 | Krwawe wyzwanie (Circle of Pain)                                                 | Wyatt                                       |
| 2010 | Bez śladu (Abandoned)                                                            | Kevin Peterson                              |
| 2010 | Hole In One                                                                      | Repo Man                                    |
| 2010 | Zabić Katie Malone (Kill Katie Malone)                                           | Robert                                      |
| 2010 | Sielska kraina 2: Dar aniołów (Pure Country 2: The Gift)                         | reżyser teledysków (także scenariusz)       |
| 2010 | Świąteczna sprawa (A Nanny for Christmas)                                        | Danny Donner                                |
| 2010 | Subject: I Love You                                                              | James Trapp                                 |
| 2010 | Śniadanie do łóżka (Bed & Breakfast)                                             | Jake                                        |
| 2011 | 5 dni wojny (5 Days of War)                                                      | Chris Bailot                                |
| 2011 | Do ostatniej piłki (Home Run Showdown)                                           | Rico Deluca                                 |
| 2011 | Perfidny podstęp (Dirty Little Trick)                                            | Michael                                     |
| 2011 | The Fallen                                                                       | Cole                                        |
| 2011 | Latin Quarter                                                                    | Appolinaire                                 |
| 2011 | Vacation                                                                         | Bryce                                       |
| 2011 | The Sandy Creek Girls'                                                           | Jared                                       |
| 2012 | Meant to Be                                                                      | Mike                                        |
| 2012 | Jestem Gabriel (I am Gabriel)                                                    | szeryf Brody                                |
| 2013 | Heaven's Door                                                                    | Leo                                         |
| 2013 | Man Camp                                                                         | Luke                                        |
| 2013 | Defending Santa                                                                  | szeryf Scott Hanson                         |
| 2014 | At the Top of the Pyramid                                                        | Jefferson Parker                            |
| 2014 | Bóg nie umarł (God's Not Dead)                                                   | Marc Shelley                                |
| 2014 | Zjawa (The Appearing)                                                            | dr Shaw                                     |
| 2014 | Samolot kontra wulkan (Airplane vs. Volcano)                                     | Rick Pierce                                 |
| 2014 | A Belle for Christmas                                                            | Glenn Barrows                               |
| 2014 | Small Town Santa                                                                 | szeryf Rick Langston                        |
| 2014 | Mind's Eye                                                                       | Mark Willis                                 |
| 2014 | A Horse for Summer                                                               | Kent Walsh                                  |
| 2014 | Pies na Gwiazdkę (A Dog for Christmas)                                           | Earl                                        |
| 2014 | Horse Camp                                                                       | Luke                                        |
| 2015 | Vendetta                                                                         | Mason Danvers                               |
| 2015 | Pies, który uratował wakacje (The Dog Who Saved Summer)                          | Ted Stein (także reżyser)                   |
| 2015 | Deadly Sanctuary                                                                 | Roy Hollingsworth                           |
| 2016 | DC Super Hero Girls: Hero of the Year                                            | Jonathan Kent (głos)                        |
| 2016 | Broadcasting Christmas                                                           | Charlie Fisher                              |
| 2016 | Mind's Eye                                                                       | Mark Willis                                 |
| 2017 | The Perfect Day                                                                  | Agent Reynolds                              |
| 2017 | State of Ward (short)                                                            | Peter Ward                                  |
| 2017 | Winter's Dream                                                                   | Ty Decker                                   |
| 2018 | The Incantation                                                                  | Abel Baddon                                 |
| 2018 | Megan's Christmas Miracle                                                        | John                                        |
| 2018 | Gosnell: The Trial of America's Biggest Serial Killer                            | detektyw James Wood                         |
| 2018 | Andy the Talking Hedgehog                                                        | Bob (tata)                                  |
| 2018 | 2050                                                                             | Maxwell                                     |
| 2019 | The Challenger Disaster                                                          | prawnik Larry Arnold                        |
| 2019 | Sweet Inspirations                                                               | Greg                                        |
| 2019 | A promise to Astrid                                                              | pastor Scott Seaburry                       |
| 2019 | Prolonged Exposure                                                               | detektyw Jaime Montenegro                   |
| 2019 | 90 Feet from Home                                                                | Raymond Fuller                              |
| 2019 | The Follower                                                                     | szeryf                                      |
| 2019 | Madness in the Method                                                            | Dean                                        |
| 2019 | John Light                                                                       | Tom Morgan                                  |
| 2019 | A child of the King                                                              | Todd King                                   |
| 2019 | The Zombie Club                                                                  | dyrektor Mazza                              |
| 2019 | The Seven                                                                        | arcykapłan Asael                            |
| 2019 | Revenge of the Mask (short)                                                      | Kelloway                                    |
| 2019 | Jack Jonah                                                                       | oficer Tourville                            |
| 2020 | Agent Toby Barks                                                                 | Ted                                         |
| 2020 | Dispatched                                                                       | komendant Walker (jako komendant Patterson) |
| 2020 | Illicit                                                                          | Felipe                                      |
| 2020 | One Life at a Time                                                               | Jason Campbell                              |
| 2020 | Sky Dog                                                                          | Neil Glasswell                              |
| 2020 | The ObamaGate Movie                                                              | Peter Strzok                                |
| 2020 | Baby Bulldog                                                                     | sędzia Kelly                                |
| 2020 | Faith Under Fire                                                                 | pastor Dan Underwood                        |
| 2020 | Light Up Night                                                                   | Boaz Perez                                  |
| 2021 | Don't Give Up                                                                    | Tom Samuel                                  |
| 2021 | Trafficked: A Parent's Worst Nightmare                                           | detektyw John Belton                        |
| 2021 | R.I.A.                                                                           | wice-prezydent Joseph Flemming              |
| 2021 | Break Every Chain                                                                | pastor Gabe                                 |
| 2021 | The Man Who Went to Heaven                                                       | pastor Grooms                               |
| 2021 | The Story of Mother's Day                                                        | dyrektor Robert Ellis                       |
| 2021 | Just Another Dream                                                               | Dr. Jenkins                                 |
| 2021 | Forgiven                                                                         | Ronnie                                      |
| 2022 | A Moses Prayer for Christmas                                                     | Kevin Weatherly                             |
| 2022 | One Cop's Journey                                                                | pastor Dale                                 |
| 2022 | Paul's Promise                                                                   | kapitan John Ratliffe                       |
| 2022 | No Vacancy                                                                       | Cliff                                       |
| 2022 | Forgiving God                                                                    | pastor Mark                                 |
| 2022 | The Greatest Coach of All Time                                                   | Al Jackson                                  |
| 2022 | Demon Pit                                                                        | Roshan                                      |
| 2022 | Glass Walls                                                                      | Ozzy                                        |
| 2022 | Drop the Beat                                                                    | pastor                                      |
| 2022 | Miracle at Manchester                                                            | Dr. Getty                                   |
| 2023 | Casting Stones                                                                   | pastor McGovern                             |
| 2023 | Ghost Trader                                                                     | skorumpowany urzędnik rządowy               |
| 2023 | Condition of Return                                                              | Dr. Donald Thomas                           |
| 2023 | R.A.D.A.R.: The Adventures of the Bionic Dog                                     | burmistrz                                   |
| 2023 | Not for Sale                                                                     | detektyw Derrick Tanner                     |
| 2023 | Bumbling Ballerina                                                               | detektyw                                    |
| 2023 | Hank's Christmas Wish                                                            | burmistrz Dean                              |
| 2024 | The Phantom Warrior                                                              | szeryf                                      |
| 2024 | I Feel Fine                                                                      | Dr. McCaffrey                               |
| 2024 | Hope                                                                             | Arthur Reynolds                             |
| 2024 | Country Rain                                                                     | J.R.                                        |
| 2024 | Dogman                                                                           | Mr. Sherman                                 |
| 2024 | And God Made Man                                                                 | sędzia Franks                               |
| 2024 | Until the Last Promise                                                           | Lance                                       |
| 2024 | God's Not Dead: In God We Trust                                                  | Marc Shelley                                |
| 2024 | Takedown                                                                         | trener D.                                   |
| 2024 | We Believe                                                                       | prezenter #1                                |
| 2024 | I Have a Name                                                                    | Jack Edwards                                |
| 2024 | Conceivable                                                                      | Dr. Royal                                   |
| 2024 | Letters at Christmas                                                             | Jason Lawrence                              |
| 2024 | Hank's Christmas Wish 2: The Nutcracker                                          | burmistrz                                   |
| 2024 | Iron Dusk                                                                        | Lord Jovis                                  |
| 2024 | End the Wait                                                                     | Randy Simpkins                              |
| 2025 | A Walking Miracle                                                                | doktor Silverstone                          |
| 2025 | The Ride                                                                         | Mark Smith                                  |
| 2025 | Apocalypse: Key to the Realms                                                    | pastor Keith Atkins                         |
| 2025 | Do Not Grow Weary                                                                | adwokat Jack                                |

| 1989–90   | Christine Cromwell: Things That Go Bump in the Night               |                      |
| 1990      | Dzień za dniem (Life Goes On)                                      | Kimo                 |
| 1992      | Inny świat (A Different World)                                     | Eddie                |
| 1992      | Głuchy telefon (Grapevine)                                         | Brian                |
| 1992      | Beverly Hills, 90210                                               | Rick                 |
| 1993-97   | Nowe przygody Supermana (Lois & Clark: New Adventures of Superman) | Clark Kent/Superman  |
| 2001      | Ja się zastrzelę (Just Shoot Me!)                                  | Chris Williams       |
| 2002      | Frasier                                                            | Rick                 |
| 2003-2004 | Babski oddział (The Division)                                      | inspektor Jack Ellis |
| 2004–2005 | Clubhouse                                                          | Conrad Dean          |
| 2005      | Prawo i bezprawie (Law & Order: Special Victims Unit)              | dr Mike Jergens      |
| 2005      | Hope i Faith (Hope & Faith)                                        | Larry Walker         |
| 2005-2006 | Las Vegas                                                          | Casey Manning        |
| 2007      | Tajemnice Smallville (Smallville)                                  | dr Curtis Knox       |
| 2007      | CSI: Kryminalne zagadki Miami (CSI: Miami)                         | Roger Partney        |
| 2009      | Ekipa (Entourage)                                                  | w roli samego siebie |
| 2011      | Tożsamość szpiega (Burn Notice)                                    | Ryan Pewterbaugh     |
| 2012      | Zabójcze umysły (Criminal Minds)                                   | Curtis Banks         |
| 2012      | Nie zadzieraj z zołzą spod 23                                      | w roli samego siebie |
| 2013-2018 | Hit the Floor                                                      | Pete Davenport       |
| 2014      | Mulaney                                                            | w roli samego siebie |
| 2015–2017 | Supergirl                                                          | Jeremiah Danvers     |
| 2016      | Lady Dynamite                                                      | Graham               |
| 2016      | BreakUp FixUp                                                      | w roli siebie samego |
| 2020      | The Platform                                                       | John                 |
| 2023      | The Curse                                                          | Mark Rose            |